# جون لودر
جون لودر (بالإنجليزية: John Loder)‏ (مواليد 3 يناير 1898 في لندن، إنجلترا - 26 ديسمبر 1988 في لندن)، هو ممثل بريطاني أمريكي بدأ مسيرته الفنية سنة 1925.

## وصلات خارجية
- جون لودر على موقع IMDb (الإنجليزية)
- جون لودر على موقع ألو سيني (الفرنسية)
- جون لودر على موقع أول موفي (الإنجليزية)
- جون لودر على موقع قاعدة بيانات برودواي على الإنترنت (الإنجليزية)
- جون لودر على موقع قاعدة بيانات الأفلام السويدية (السويدية)
- جون لودر على موقع إن إن دي بي (الإنجليزية)
- جون لودر على موقع قاعدة بيانات الفيلم (الإنجليزية)
- جون لودر على موقع كينوبويسك (الروسية)